# 소년과 개
《소년과 개》(영어: A Boy and His Dog)는 1975년 개봉한 미국의 블랙 코미디 SF 영화이다. L. Q. 존스가 연출과 각본을 맡았으며, 할런 엘리슨이 1969년에 발표한 동명 중편 소설이 원작이다. 핵전쟁 후 정신 감응 능력을 갖춘 개와 힘을 합쳐 옛 남서부 폐허에서 살아가는 한 십대 소년(돈 존슨 분) 이야기이다.
개봉 당시에는 상업 측면에서 성공하지 못했으나 이후 컬트 영화 반열에 올랐다.

## 줄거리
핵전쟁 후 2024년 미국. 18살 빅은 황무지가 된 옛 남서부에서 쓰레기 더미를 뒤지며 살고 있다.
부모를 여의고 정규 교육을 받지 못한 빅은 음식과 성관계만이 인생의 전부이며 윤리나 도덕은 알지 못한다. 함께 다니는 개 블러드는 유전 공학 결과물로, 박식하고 정신 감응 능력까지 갖췄으나 대신 먹이를 찾아내는 개 특유의 본능을 상실하였으며 염세적인 성격이다.
이들은 빅이 블러드에게 먹이를 구해주고, 블러드는 빅이 강간할 여성을 찾아내는 형태로 공생하며, 함께 군사 목적 안드로이드, 돌연변이체, 약탈자들을 피해다닌다. 블러드는 때때로 개를 소재로 글을 썼던 작가 앨버트 페이슨 터휸에게서 따온 앨버트라는 호칭으로 빅을 부르며, 지상 낙원이라는 "오버 더 힐"에 가고 싶어한다.
어느 날 빅은 관계를 가진 퀼라 준이라는 십대 소녀가 지하 거주 사회 "다운언더"로 사라지자 그 뒤를 쫓아간다. 블러드는 다운언더로 연결되는 지상 입구 앞에 남는다.
다운언더에는 옛 토피카 잔해 위에 세워져 토피카라고 불리는 도시와 숲을 갖춘 인공 생태계가 조성되어 있다. 핵전쟁 이전 미국 사회 양식을 모방한 토피카는 현재 삼두정치 체제인 "위원회"가 다스리고 있다. 주민들은 얼굴에 흰 칠을 하고(whiteface) 제2차 세계 대전 이전 미국 시골을 상기시키는 복장으로 지낸다. 위원회에 순응하지 않는 사람은 "농장"으로 보내져 돌아오지 않는다.
이들은 족외혼 번식을 위해 전기 자극 사정으로 빅의 정자를 약탈하여 여성 35명을 인공 수정 시킨 뒤 빅을 "농장"에 보내려고 한다. 빅의 탈출을 도운 퀼라 준은 권력 찬탈을 노리고 있으며, 빅이 위원회를 죽이고 안드로이드 집행자 마이클을 파괴하길 바란다. 그러나 빅은 정치 알력 다툼엔 아무런 관심이 없다. 마이클이 퀼라 준의 공모자들 머리를 으깨 반란을 제압하고 나서야 빅은 마이클을 망가뜨린다. 퀼라 준은 위원회에게 "농장"행 판결을 받는다.
퀼라 준과 빅이 도망쳐 지상으로 돌아오니 블러드가 굶어죽어가고 있다. 퀼라 준은 블러드를 버리고 가자고 사정하지만 빅은 블러드를 택하고, 퀼라 준을 죽여 블러드에게 먹인다.

## 출연진
- 돈 존슨 - 빅 역
- 팀 매킨타이어 - "블러드" 역 (목소리)
- 수잰 벤턴 - 퀼라 준 홈스 역
- 제이슨 로바즈 - 루 크래독 역
- 앨비 무어 - 무어 박사 역
- 헬렌 윈스턴 - "메즈" 스미스 역
- 찰스 맥그로 - 전도사 역
- 핼 베일러 - 마이클 역
- 론 파인버그 - 펄리니 역
- 마이클 루퍼트 - 게리 역
- 돈 카터 - 켄 역
- L. Q. 존스 - 포르노 영화 배우 역

## 기타 제작진
- 협력 제작: 톰 코너스
- 미술: 레이 보일
- 분장: 웨스 돈

## 반응
2007년 로튼 토마토 결산에서 가장 평점이 높은 SF 영화 100편 중 96위를 차지하였다.